# Panseksualitet
 Denne artikel bør gennemlæses af en person med fagkendskab for at sikre den faglige korrekthed.

Panseksualitet (evt. omniseksualitet) er en seksuel orientering karakteriseret ved en potentiel æstetisk tiltrækning, romantisk kærlighed og/eller seksuel begær til enhver, inklusiv mennesker der ikke passer ind i de binære mand/kvinde kønsfremstillinger.
Panseksualitet kan beskrives som evnen til at føle begær mod mennesker uanset kønnet.
Nogle panseksuelle mener, at gender og køn er uden betydning for dem.
Ordet "panseksualitet" er udledt fra det græske præfiks "pan-", der betyder ”alt”.

## Romance, tiltrækning og præferencer
Begrebet panseksualitet bliver generelt brugt til at beskrive en person, der ikke definerer deres seksualitet på baggrund af partners køn, men deres gender.
De mener, at der er en bestemt forskel mellem køn og gender. Gender er i ordets oprindelige betydning de socialt konstruerede ”køn”, og køn er den biologiske kønskonstruktion.
Nogle panseksuelle praktiserer diverse former for romantik, men kan også have lyst til mange slags seksuelle konstellationer på et mere fysisk niveau.
Det er før udtrykt, at panseksualitet ikke refererer til en metafysisk tiltrækning af andre mennesker, men en mere kødelig seksuel tiltrækning uanset gender, da ordet ”seksualitet” ikke henviser til den metafysiske tiltrækning, men til den kødelige og dens orientering. Nogle foreslår, at panseksualitet er mere præsist beskrevet af dens udøvere.
På trods af en panseksuels flydende seksualitet, vil nogle have en præference. En panseksuel kan være tiltrukket af alle genders og køn, men have en præference (f.eks.) for transkønnede personer, andre panseksuelle, butch lesbiske, interkønnede osv.

## Panseksuel sex
Mange, der identificerer sig som panseksuelle, kan associere med folk af alle seksuelle orienteringer, men er ikke nødvendigvis interesserede i at have sex med alle folk af alle køn.
Panseksuelle betragter ofte enhver seksuel handling som acceptabel så længe den er indforstået mellem diverse parter.
For nogle panseksuelle er biologisk køn en sekundær faktor, noget, der vil blive opdaget, hvis og når seksuel interaktion finder sted.

## Pangender
Pangender er en betegnelse for folk, der føler, at de ikke kan kategoriseres som hun- eller hankøn. Disse mennesker identificerer sig ligeligt med ”begge køn”, er både hunkøn og hankøn, føler at de er genderløse eller føler at de er et eller flere genders i det hele taget.
Betegnelsen er af queer fællesskabet ment som værende inkluderende og betyder ”alle genders”.
Hvor køn refererer til nogens anatomi, refererer gender enten til kønsidentitet eller kønsrolle, rollerne og kvaliteterne som samfundet associerer med at være enten mand eller kvinde.
I nogen tilfælde er pangender individer i stand til at leve med majoriteten af de fysiske karakteristika de er født med, men vælger ofte at klæde sig og/eller opføre sig som ”det modsatte køn”. I andre tilfælde blev de født interkønnede.
Pangender individer lever glædeligt ”imellem” og har intet ønske om at leve eksklusivt som det ene eller andet køn.
Problemer opstår for pangender individer fordi, kønsidentificering er så tæt forbundet med seksualitet, hvilket gør pangender til et svært emne at snakke frit om.
På grund af det seksuelle aspekt kan pangenders hurtigt blive affærdiget som ”fetishister” og kønsstrukturen i deres gender-opbygning ignoreret.